# Верейская улица (Санкт-Петербург)
Вере́йская улица — улица в Адмиралтейском районе Санкт-Петербурга. Проходит от Загородного проспекта до набережной Обводного канала.

## История названия
Со второй половины XVIII века улица обозначалась как 3-я Рота Семёновского полка. Параллельно существовали названия 3-я линия, 3-я линия Московской части, 3-я рота Лейб-Гвардии Семёновского полка, Чижев переулок (по фамилии домовладельца).
9 декабря 1857 года улице присвоено современное название Верейская улица, по городу Верея в ряду других улиц Московской полицейской части, наименованных по уездным городам Московской губернии. 17 декабря 1952 года улица была переименована в улицу Мамина-Сибиряка в честь русского писателя Д. Н. Мамина-Сибиряка (в связи со столетием со дня его рождения), однако решение не было выполнено.

## История
Улица возникла во второй половине XVIII века, как одна из улиц, отведённых под расположение 3-й роты Семёновского полка. Поначалу на улице было разрешено строительство только солдатских казарм и домов младших офицерских чинов. Но так как они не заняли всей отведённой земли, то постепенно улица стала застраиваться обывательскими домами.

## Достопримечательности
- Дом № 3, литера Б — дом, в котором жил в 1908—1912 годы и умер писатель Д. Н. Мамин-Сибиряк.  7802668000
- Дом № 5 — дом, в котором в 1895 году жил В. И. Ленин. Снят с государственной охраны в 2000 году[2]. Известным жильцом дома также был врач Фёдор Граменицкий[3].
- Дом № 11 — доходный дом А. И. Балаева,  1914 г., архитектор С. В. Баниге[4].  7832017000
- Дом № 16 — дом в стиле эклектики, построено в 1896 году по проекту архитектора Юлия Бенуа для купца Григория Пантелеева. До 1917 года располагались типография и редакция журнала «Вестник иностранной литературы». Восстановлено в 1946 году для общежития. Ныне находится в объединенной охранной зоне. До недавнего времени в здании располагался офис банка[5].
- Дом № 23 — дом, в котором в 1910—1911 гг. проживал Дмитрий Николаевич Пешков, полковник Амурского казачьего войска, уроженец станицы Албазинской Албазинского станичного округа, прошедший в одиночном походе на своем коне Серко от г.Благовещенска (на Амуре) до Петербурга, поход начат в ноябре 1889 г., окончен в мае 1890 г., длился 193 дня. На параде 27 мая 1890 г. в Петербурге царь Александр III вручил Дмитрию Пешкову орден Святой Анны 3-й степени «За храбрость». Конь Дмитрия Николаевича Пешкова Серко похоронен на единственном в мире кладбище лошадей в Царском Селе.
- Дом № 26 — доходный дом, 1872, арх. Николай Антипов[6].